# Corydoras cervinus
Corydoras cervinus är en fiskart som beskrevs av Rössel 1962. Corydoras cervinus ingår i släktet Corydoras och familjen Callichthyidae. IUCN kategoriserar arten globalt som livskraftig. Inga underarter finns listade i Catalogue of Life.